# Gabriel Moscardo
Gabriel Silva Moscardo de Salles (Taubaté, São Paulo, 28 de septiembre de 2005) es un futbolista brasileño. Juega de pivote en el Sporting Clube de Braga de la Primeira Liga, máxima categoría del fútbol portugués, cedido desde PSG.

## Trayectoria
Debutó como profesional el 28 de junio de 2023 en el último partido de la fase de grupos de la Copa Libertadores, ingresó en el segundo tiempo para enfrentar a Liverpool y ganaron 3-0 en el Neo Química Arena, jugó su primer partido con 17 años ante más de 26.500 espectadores. El siguiente partido fue por el campeonato local, el técnico Vanderlei Luxemburgo decidió ponerlo como titular en su segunda oportunidad de jugar como profesional, se midieron ante Red Bull Bragantino pero perdieron 0-1.
El 25 de enero de 2024 fue fichado por Paris Saint-Germain Football Club, firmó hasta el 30 de junio de 2028 y fue cedido a Corinthians hasta mitad de año. Debido a una lesión no pudo estar a la orden en los primeros meses, jugó solamente 2 partidos en el primer semestre.
Para la temporada 2024-25 volvió a ser cedido, esta vez al Stade de Reims para tener rodaje en Francia. Nuevamente una lesión lo apartó unas semanas de actividad. Su debut en Europa se produjo el 23 de noviembre de 2024, fue en la fecha 12 de la Ligue 1, jugó los minutos finales contra Lyon, en lo que fue un empate 1-1. El 22 de diciembre convirtió su primer gol en el viejo continente, fue titular en la Copa de Francia contra AS Mutzig y ganaron a domicilio 1-3.
Volvió a ser cedido en la temporada 2025-26, esta vez al fútbol portugués, fue presentado el 19 de julio de 2025 en Braga con la camiseta 17.

## Selección nacional
Gabriel ha sido parte de la selección de Brasil en la categorías sub-20 y sub-23.
El 3 de septiembre de 2023 fue convocado a la selección Preolímpica para jugar un amistoso internacional sub-23 en Marruecos frente a la selección local, debido a la lesión de otros jugadores. Debutó con la Canarinha el 7 de septiembre, ingresó en los minutos finales para enfrentarse a Marruecos pero perdieron 1-0. Debido a un terremoto no se pudo jugar la revancha.
Fue convocado a la selección para jugar el Sudamericano Sub-20 de 2025, por el entrenador Ramon Menezes. Estuvo presente en 9 partidos, convirtió 1 gol, clasificaron a la Copa Mundial y en la última jornada se coronaron campeones del torneo.

## Estadísticas

### Clubes
Actualizado al último partido citado el 23 de junio de 2025.
| Club                                | Div.          | Temporada     | Liga  | Liga  | Liga   | Estatal | Estatal | Estatal | Copas nacionales | Copas nacionales | Copas nacionales | Copas internacionales | Copas internacionales | Copas internacionales | Total | Total | Total  |
| Club                                | Div.          | Temporada     | Part. | Goles | Asist. | Part.   | Goles   | Asist.  | Part.            | Goles            | Asist.           | Part.                 | Goles                 | Asist.                | Part. | Goles | Asist. |
| ----------------------------------- | ------------- | ------------- | ----- | ----- | ------ | ------- | ------- | ------- | ---------------- | ---------------- | ---------------- | --------------------- | --------------------- | --------------------- | ----- | ----- | ------ |
| S. C. Corinthians Paulista · Brasil | 1.ª           | 2023          | 18    | 1     | 1      | -       | -       | -       | 2                | 0                | 0                | 5                     | 0                     | 0                     | 25    | 1     | 1      |
| S. C. Corinthians Paulista · Brasil | 1.ª           | 2024          | 2     | 0     | 0      | -       | -       | -       | -                | -                | -                | -                     | -                     | -                     | 2     | 0     | 0      |
| S. C. Corinthians Paulista · Brasil | Total club    | Total club    | 20    | 1     | 1      | 0       | 0       | 0       | 2                | 0                | 0                | 5                     | 0                     | 0                     | 27    | 1     | 1      |
| Stade de Reims Francia              | 1.ª           | 2024-25       | 7     | 0     | 0      | —       | —       | —       | 3                | 1                | 0                | —                     | —                     | —                     | 10    | 1     | 0      |
| Stade de Reims Francia              | Total club    | Total club    | 7     | 0     | 0      | 0       | 0       | 0       | 3                | 1                | 0                | 0                     | 0                     | 0                     | 10    | 1     | 0      |
| Paris Saint-Germain F. C. Francia   | 1.ª           | 2024-25       | -     | -     | -      | —       | —       | —       | -                | -                | -                | 0                     | 0                     | 0                     | 0     | 0     | 0      |
| Paris Saint-Germain F. C. Francia   | Total club    | Total club    | 0     | 0     | 0      | 0       | 0       | 0       | 0                | 0                | 0                | 0                     | 0                     | 0                     | 0     | 0     | 0      |
| S. C. Braga Portugal                | 1.ª           | 2025-26       | 0     | 0     | 0      | —       | —       | —       | -                | -                | -                | -                     | -                     | -                     | 0     | 0     | 0      |
| S. C. Braga Portugal                | Total club    | Total club    | 0     | 0     | 0      | 0       | 0       | 0       | 0                | 0                | 0                | 0                     | 0                     | 0                     | 0     | 0     | 0      |
| Total carrera                       | Total carrera | Total carrera | 27    | 1     | 1      | 0       | 0       | 0       | 5                | 1                | 0                | 5                     | 0                     | 0                     | 37    | 2     | 1      |
| 1. 2.                               |               |               |       |       |        |         |         |         |                  |                  |                  |                       |                       |                       |       |       |        |

### Selección
Actualizado al último partido citado el 16 de febrero de 2025.
| Selección         | Temporada         | Continental | Continental | Continental | Mundial | Mundial | Mundial | Amistosos | Amistosos | Amistosos | Total | Total | Total  |
| Selección         | Temporada         | Part.       | Goles       | Asist.      | Part.   | Goles   | Asist.  | Part.     | Goles     | Asist.    | Part. | Goles | Asist. |
| ----------------- | ----------------- | ----------- | ----------- | ----------- | ------- | ------- | ------- | --------- | --------- | --------- | ----- | ----- | ------ |
| Sub-23 · Brasil   | 2023              | -           | -           | -           | -       | -       | -       | 1         | 0         | 0         | 1     | 0     | 0      |
| Sub-23 · Brasil   | Total sel.        | 0           | 0           | 0           | 0       | 0       | 0       | 1         | 0         | 0         | 1     | 0     | 0      |
| Sub-20 · Brasil   | 2025              | 9           | 1           | 1           | -       | -       | -       | 0         | 0         | 0         | 9     | 1     | 1      |
| Sub-20 · Brasil   | Total sel.        | 9           | 1           | 1           | 0       | 0       | 0       | 0         | 0         | 0         | 9     | 1     | 1      |
| Total selecciones | Total selecciones | 9           | 1           | 1           | 0       | 0       | 0       | 1         | 0         | 0         | 10    | 1     | 1      |
| 1.                |                   |             |             |             |         |         |         |           |           |           |       |       |        |

## Palmarés

### Títulos internacionales
| Título                         | Equipo              | País      | Año  |
| ------------------------------ | ------------------- | --------- | ---- |
| Campeonato Sudamericano Sub-20 | Selección de Brasil | Venezuela | 2025 |